# Kitabatake Akiyoshi
Kitabatake Akiyoshi est un nom japonais traditionnel ; le nom de famille (ou le nom d'école), Kitabatake, précède donc le prénom (ou le nom d'artiste).
Kitabatake Akiyoshi (北畠顕能) (1326-1383) est une personnalité militaire de l'époque de Kamakura, défenseur de la Cour du Sud durant les guerres de l'époque Nanboku-chō. 
Il est vénéré au Kitabatake-jinja situé à Tsu dans la préfecture de Mie.

## Source de la traduction
- (en) Cet article est partiellement ou en totalité issu de l’article de Wikipédia en anglais intitulé « Kitabatake Akiyoshi » (voir la liste des auteurs).

- VIAF
- LCCN
- WorldCat